# Літаючий калакукко
Літаючий калакукко (фін. Lentävä kalakukko), шведська назва — Еса «летить» в Куопіо (швед. Esa „flyger” till Kuopio) — фінський художній фільм 1953 року.

## Сюжет
Розбійницька зграя — Вілле, Лееві, Калле і їх ватажок Кулаус по прізвиську «Каліка» — здійснює пограбування. Намагаючись сховатися від поліції, грабіжники вирішують поїхати на швидкому поїзді Гельсінкі — Куопіо, який називається «Літаючий калакукко». Проте, поліції стає відомо про їх плани, і вони повідомляють провідника Самули Саастамойнену, що у нього в поїзді повинні їхати грабіжники, і доручають йому виявити і упіймати їх. І хоча розбійники домовляються не вступати в розмови ні з ким з пасажирів, щоб випадково не видати себе, але веселий і простакуватий на перший погляд провідник Саастамойнен веде з пасажирами світські бесіди, жартує, співає, грає на гармошці і мандоліні, і, урешті-решт, збиває бандитів з пантелику, і вони видають себе.

## В ролях
- Еса Пакаринен — Самули Саастамойнен, провідник
- Май-Бритт Хейо — Моллі
- Сііри Ангеркоскі — Енні
- Куллерво Кальске — Юрьё
- Армас Йокіо — Алексі
- Лео Ляхтеенмякі — Кулаус
- Матти Аулос
- Ирья Ранникко
- Ханнес Вейво — Калле
- Маса Ньємі — Лееві Ліндрос
- Вілле Салмінен — Вілле
- Тапіо Раутаваара

## Цікаві факти
- Саме у цьому фільмі актори Еса Пакаринен і Маса Ньємі уперше знялися разом. Пізніше їх дует став широко відомий завдяки серії фільмів Пекка і Пяткя (фін. Pekka ja Pätkä), тому в пізніших постановках цей фільм часто помилково називався «Пекка і Пяткя в ролі провідників» (фін. Pekka ja Pätkä konduktööreinä).
- В заставці до фільму уперше в історії фінського кіно була використана анімація. У ній зображається потяг з локомотивом у вигляді голови риби з гребінцем і хвостом півня (фінське слово «kalakukko» в дослівному перекладі означає «kala» — риба і «kukko» — півень), назва фільму може бути переведена як «Літаючий рибопівень».